# Pattinaggio di figura ai X Giochi olimpici invernali
Le competizioni del pattinaggio di figura dei X Giochi olimpici invernali si è svolta nei giorni dall'8 al 16 febbraio 1968 al Palais des Sports, Grenoble.
Come a Innsbruck 1964 si disputarono tre competizioni.

## Programma
| Maschile  |  |  |             |  |        |             |  |  | Obbligatori |  | Liberi |  |  |
| Femminile |  |  | Obbligatori |  | Liberi |             |  |  |             |  |        |  |  |
| Coppie    |  |  |             |  |        | Obbligatori |  |  | Liberi      |  |        |  |  |

Obbligatori

## Podi
| Evento               | Oro                                                 | Perform.    | Argento                                             | Perform.    | Bronzo                                           | Perform.    |
| Maschile (dettagli)  | Wolfgang Schwarz                                    | 13,0/1904,1 | Timothy Wood                                        | 17,0/1891,6 | Patrick Péra                                     | 31.0/1864,5 |
| Femminile (dettagli) | Peggy Fleming                                       | 9/1970,5    | Gabriele Seyfert                                    | 18/1882,3   | Hana Mašková                                     | 31/1828,8   |
| A coppie (dettagli)  | Unione Sovietica Ljudmila Belousova Oleg Protopopov | 9,5/105,8   | Unione Sovietica Ljudmila Belousova Oleg Protopopov | 17,5/104,5  | Germania Ovest Margot Glockshuber Wolfgang Danne | 31,5/102,3  |

## Medagliere
| Posizione | Paese            |   |   |   | Totale |
| --------- | ---------------- | - | - | - | ------ |
| 1         | Unione Sovietica | 1 | 1 | 0 | 2      |
| 1         | Stati Uniti      | 1 | 1 | 0 | 2      |
| 3         | Austria          | 1 | 0 | 0 | 1      |
| 4         | Germania Est     | 0 | 1 | 0 | 1      |
| 5         | Francia          | 0 | 0 | 1 | 1      |
| 5         | Germania Ovest   | 0 | 0 | 1 | 1      |
| 5         | Cecoslovacchia   | 0 | 0 | 1 | 1      |
| Totale    | Totale           | 3 | 3 | 3 | 9      |